# America's Funniest Home Videos
America's Funniest Home Videos (ofte forkortet AFV, tidligere AFHV) er et amerikansk tv-show som bliver sendt på American Broadcasting Company, hvor seerne kan indsende deres hjemmelavede, humoristiske filmklip. De mest almindelige er normalt slapstick-komedier som viser klip fra uheld. Andre populære film har humoristiske situationer med kæledyr eller børn, eller der udføres practical jokes på andre. Programmet blev sendt første gang den 26. november 1989, på daværende tidspunkt ledet af Bob Saget. Den nuværende vært er Alfonso Ribeiro.
Programmet kører i Danmark på Kanal 5 og 6'eren.